# Callerya dasyphylla
Callerya dasyphylla är en ärtväxtart som först beskrevs av Friedrich Anton Wilhelm Miquel, och fick sitt nu gällande namn av Anne M. Schot. Callerya dasyphylla ingår i släktet Callerya och familjen ärtväxter. Inga underarter finns listade i Catalogue of Life.